# Gustav von Kahr (der Ältere)

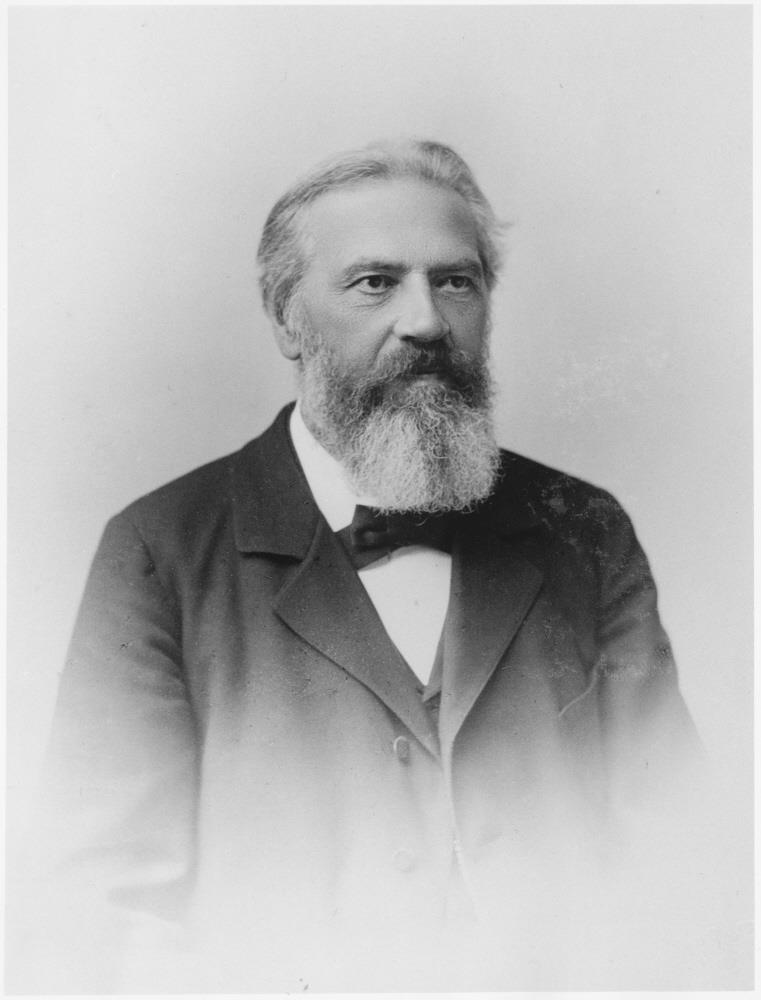
Gustav von Kahr

Gustav Kahr, seit 1889 Ritter von Kahr (* 28. November 1833 in Neustadt an der Aisch; † 31. Oktober 1905 in München) war ein deutscher Verwaltungsjurist.

## Werdegang
Kahr kam als Sohn des Pfarrers Georg Samuel Kahr und der Johanna Elisabetha Charlotte Kahr, geborene Ötter, in Neustadt an der Aisch zur Welt. Er studierte ab 1851 Rechtswissenschaften an den Universitäten Erlangen und Göttingen und schloss 1855 mit dem Staatskonkurs (Note 1) ab.
Erste berufliche Praxis sammelte er beim Landgericht Weißenburg. Weitere Stationen in seiner beruflichen Laufbahn waren das Regierungspräsidium Mittelfranken (1859), das Bezirksamt Weißenburg (1862) sowie das Bezirksamt Gunzenhausen (1864). Ab 1874 war er als Regierungsassessor bei der Regierung von Niederbayern tätig, bevor er 1877 in das bayerische Innenministerium berufen wurde. Dort erfolgte 1879 seine Ernennung zum Oberregierungsrat, 1884 zum Ministerialrat. 
1890 wurde er Direktor extra statum am Bayerischen Verwaltungsgerichtshof und am 1. Juli 1896 dessen Präsident. 1905 verstarb er einen Tag vor dem geplanten Eintritt in den Ruhestand.
Nach ihm und seinem Sohn wurde die ehemalige Müllerstraße in München-Untermenzing 1947 in Von-Kahr-Straße umbenannt. 1964 erfolgte die Umwidmung der Straße allein auf ihn.

## Familie
Er war verheiratet mit Emilie Rüttel aus Weißenburg, Tochter des Gerichtsarztes Johann Georg Rüttel. Sein Sohn Gustav (1862–1934) war von September 1923 bis Februar 1924 bayerischer Generalstaatskommissar.